# Pető Tamás
Pető Tamás (Ajka, 1974. június 8. –) korábbi válogatott labdarúgó hátvéd, edző.

## Pályafutása

### Klubcsapatban
1992-ben mutatkozott be az élvonalban a Veszprém csapatában. Az 1994-95-ös szezon őszi idénye után a Győri ETO-hoz szerződött, ahol egy évet játszott és ismét szezon közben igazolt át. 1996 és 1997 között másfél idényen át szerepelt a Videoton csapatában.
1997 és 2000 között az Újpest játékosa volt, ahol egy bajnoki címet és bronzérmet szerzett a csapattal. 1998-ban magyar kupa-döntős volt a lila-fehérekkel. 1998 tavaszán újpesti játékosként szerepelt először a magyar válogatottban. 2000-2001 egy idényt a Vasas csapatában szerepelt, ahol tagja volt a bajnoki bronzérmet szerzett együttesnek. 2001 és 2007 között a holland NAC Breda játékosa volt, ahol 100 bajnoki mérkőzésen öt gólt szerzett. 2007 őszén az Újpest csapatában szerepelt négy bajnoki mérkőzésen. 2008 tavaszától 2009-ig a Lombard Pápa labdarúgója volt.

### A válogatottban
1998 és 2002 között 19 alkalommal szerepelt a válogatottban.

### Edzői karrierje
Az NB3-as Balatonfüredi FC utánpótláscsapatánál majd a felnőtteknél dolgozott. 2015-től a Videoton pályaedzője lett. Bernard Casoni távozása után ideiglenesen megbízták a vezetőedzői feladatok ellátásával.
2022-23-as szezonban bajnoki címig vezette a Practical VLS Veszprém csapatát az NB3 nyugati csoportjában. Ezzel a csapat a Nyíregyháza Spartacus csapata ellen az NB2-es osztályozón ahol végül 1-0-as összesítéssel alulmaradt.

## Sikerei, díjai
- Magyar bajnokság
  - bajnok: 1997–98
  - 3.: 1998–99, 2000–01
- Magyar kupa
  - döntős: 1998

## Statisztika

### Mérkőzései a válogatottban
| Magyarország | Magyarország        | Magyarország                  | Magyarország | Magyarország | Magyarország | Magyarország | Magyarország | Magyarország |
| #            | Dátum               | Helyszín                      | Hazai        | Eredmény     | Vendég       | Kiírás       | Gólok        | Esemény      |
| ------------ | ------------------- | ----------------------------- | ------------ | ------------ | ------------ | ------------ | ------------ | ------------ |
| 1.           | 1998. április 22.   | Teherán, Azadi Stadion (IRN)  | Macedónia    | 0 – 0        | Magyarország | LG-kupa      | -            | 32'          |
| 2.           | 1998. május 27.     | Nyíregyháza, Városi Stadion   | Magyarország | 1 – 0        | Litvánia     | barátságos   | -            |              |
| 3.           | 2000. szeptember 3. | Budapest, Népstadion          | Magyarország | 2 – 2        | Olaszország  | vb-selejtező | -            | 46'          |
| 4.           | 2000. október 11.   | Kaunas                        | Litvánia     | 1 – 6        | Magyarország | vb-selejtező | -            |              |
| 5.           | 2000. november 15.  | Szkopje                       | Macedónia    | 0 – 1        | Magyarország | barátságos   | -            |              |
| 6.           | 2001. április 25.   | Budapest, Üllői úti Stadion   | Magyarország | 0 – 0        | Finnország   | barátságos   | -            |              |
| 7.           | 2001. június 2.     | Bukarest                      | Románia      | 2 – 0        | Magyarország | vb-selejtező | -            |              |
| 8.           | 2001. június 6.     | Budapest, Népstadion          | Magyarország | 4 – 1        | Grúzia       | vb-selejtező | -            |              |
| 9.           | 2001. augusztus 15. | Budapest, Népstadion          | Magyarország | 2 – 5        | Németország  | barátságos   | -            |              |
| 10.          | 2001. szeptember 1. | Tbiliszi                      | Grúzia       | 3 – 1        | Magyarország | vb-selejtező | -            |              |
| 11.          | 2001. október 6.    | Parma                         | Olaszország  | 1 – 0        | Magyarország | vb-selejtező | -            |              |
| 12.          | 2001. november 14.  | Budapest, Megyeri úti Stadion | Magyarország | 5 – 0        | Macedónia    | barátságos   | -            | 61'          |
| 13.          | 2002. február 12.   | Lárnaka (CYP)                 | Magyarország | 0 – 2        | Csehország   | barátságos   | -            | 72'          |
| 14.          | 2002. február 13.   | Limassol (CYP)                | Magyarország | 1 – 2        | Svájc        | barátságos   | -            | 46'          |
|              | Összesen            |                               |              | 14           | mérkőzés     |              | 0            | gól          |